# Bagnino di salvataggio

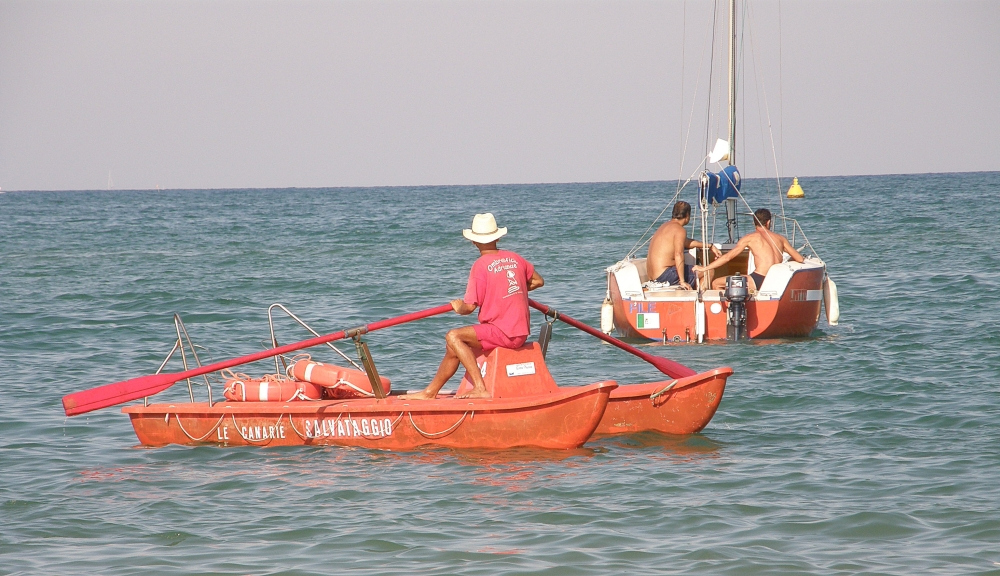
Un bagnino sul pattìno da salvataggio

Il bagnino di salvataggio, anche detto assistente bagnanti, guardaspiaggia o semplicemente bagnino, è colui che vigila sulla sicurezza di chi frequenta piscine e stabilimenti balneari al mare o nelle acque interne (fiumi e laghi).

## Competenze
Nello specifico un bagnino deve:
- prevenire gli incidenti in acqua o farvi fronte se avvenuti, mettendo in atto quelle tecniche di salvataggio e di primo soccorso acquisite nel corso di formazione e periodicamente aggiornate
- regolare le attività di balneazione vegliando sul comportamento degli utenti
- applicare e far rispettare le ordinanze degli enti a cui è affidato il monitoraggio degli usi civili del mare (in Italia la Capitaneria di Porto / Guardia Costiera) o il regolamento della piscina
- verificare periodicamente la chimica delle acque nelle piscine e le condizioni igieniche dell'ambiente
- Mantenere un'osservazione concentrata dell'area di servizio e dei suoi utenti per anticipare i problemi (questo consentirà al bagnino di intervenire con una delle misure di prevenzione degli annegamenti) e per identificare rapidamente un'emergenza
- Supervisionare l'uso di altre attrezzature quando assegnate a tale compito (come scivoli d'acqua o qualsiasi altra attività in corso)
- Effettuare salvataggi e avviare altre azioni di emergenza, se necessario
- Fornire pronto soccorso immediato in caso di lesioni a un bagnante o altro incidente
- Mantenere una forma fisica adeguata con allenamenti giornalieri di al meno 1 ora (in vasca o palestra) al giorno.
- Comunicare con i bagnanti e altri utenti per adempiere ai compiti di cui sopra
- Aiutare a pulire le aree intorno alla piscina o alla spiaggia per garantire la sicurezza dei clienti

I bagnini possono avere altri compiti secondari come pulire, archiviare documenti, controllare i livelli di cloro e pH di una piscina o fungere da punto informativo generale. È importante che i bagnini non consentano mai alle loro responsabilità secondarie di interferire con le loro responsabilità primarie.
Ai bagnini può anche essere richiesto di partecipare a riunioni occasionali in servizio per rafforzare le loro capacità di bagnini.

## Strumentazione
Normalmente un bagnino ha con sé:
- Divisa
- Occhiali da sole polarizzati

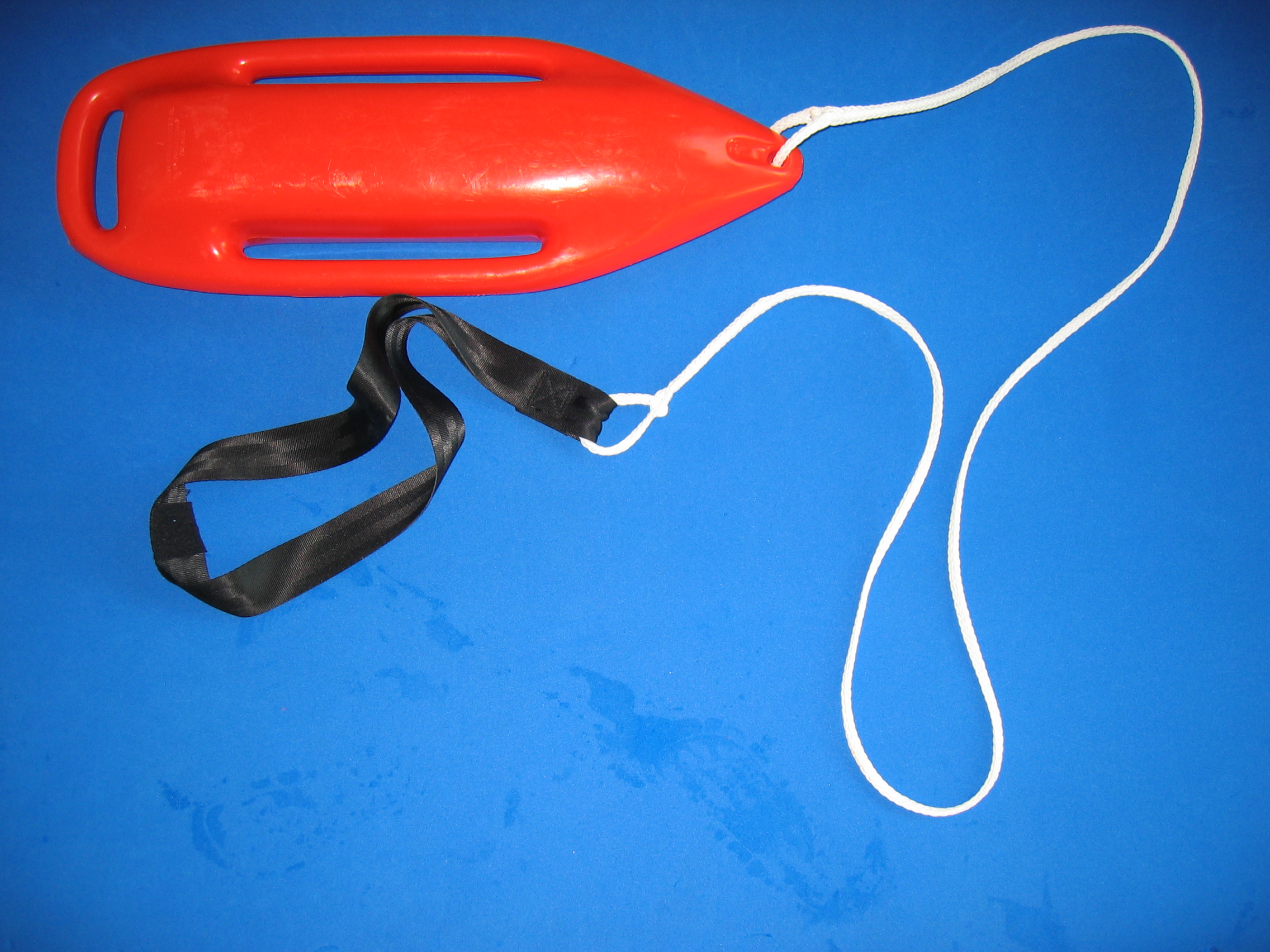
Il "rescue can" detto anche "silurotto di salvataggio", inventato da Bob Burnside e reso famoso in Italia grazie al telefilm Baywatch

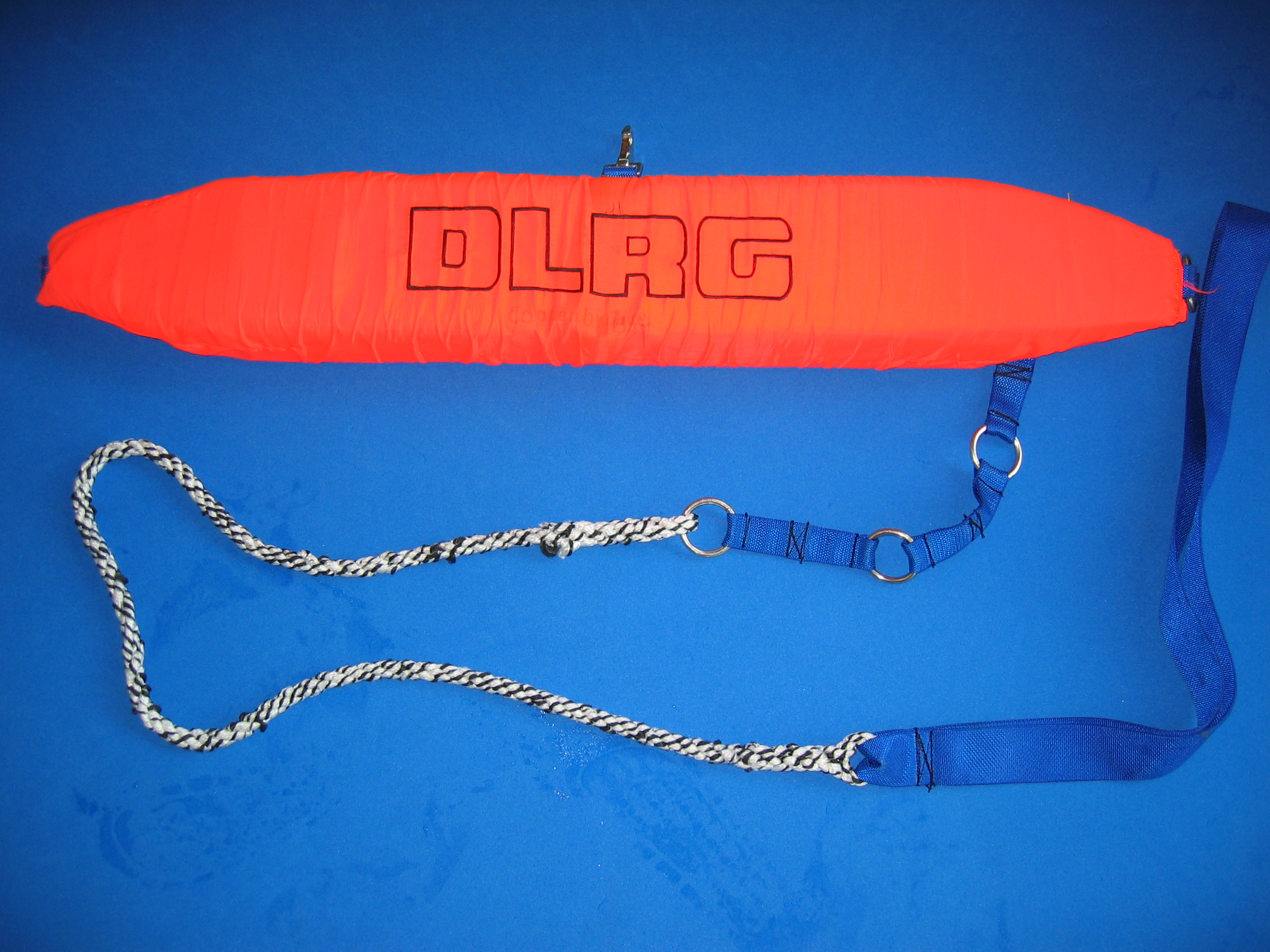
il "rescue tube" detto anche "tubo di salvataggio" inventato da Pete Peterson

- Fischietto il cui codice è: un singolo segnale (attenzione), un doppio segnale (persona in difficoltà), un triplo segnale (operazioni di soccorso in atto)[9]
- Maschera
- Pinne
- Binocolo
- Cassetta di Primo Soccorso
- Guanti monouso
- Salvagente anulare
- Pocket mask
- Defibrillatore
- Pallone ambu
- Bandiere
- Pattino
- Pinne
- Mezzo marinaio
- Sacca da lancio
- Rescue tube (una boa galleggiante che consente ai bagnini di avvolgere un tubo intorno alla persona da salvare[10])

### Moto d'acqua di salvataggio
I bagnini a volte usano moto d'acqua di soccorso per soccorrere le vittime che sono lontane o quando c'è grande risacca, cioè grandi onde. Tipi di moto d'acqua di salvataggio:
- Imbarcazioni di salvataggio gonfiabili (IRB - Inflatable Rescue Boats[11]) - Queste imbarcazioni gonfiabili sono utili quando pattugliano una spiaggia, in particolare le spiagge oceaniche dove il surf è troppo potente o la spiaggia è troppo grande per eseguire salvataggi in modo efficace su una tavola.
- Barche di salvataggio a remi[12] - Utilizzate al meglio in acque più calme, le barche a remi in legno vengono utilizzate per pattugliare i nuotatori e per entrare rapidamente in acqua quando si verifica un annegamento a una distanza maggiore. Questi sono manovrati e azionati dal potere umano, quindi richiedono molta pratica. Ogni barca ha una panca di legno più grande che consente ai bagnini di eseguire la RCP mentre tornano a riva, se necessario.
- Rescue Water Craft (RWC[13]) - Conosciuto anche come moto d'acqua, sono utili per le loro velocità massime più elevate e la manovrabilità in condizioni di surf oceanico.

### Trasporti
Per le aree di servizio su una vasta area, come spiagge e laghi, i bagnini possono richiedere il trasporto a distanza e possono utilizzare il trasporto terrestre inclusi camioncini, quad, alligatori o altri veicoli fuoristrada.
Possono anche utilizzare imbarcazioni più grandi come grandi barche rigide o gonfiabili, imbarcazioni personali o hovercraft.

## Responsabilità

La catena dell'annegamento

Un bagnino è responsabile della sicurezza delle persone in un'area d'acqua, e di solito un'area definita immediatamente circostante o adiacente ad essa, come una spiaggia vicino a un oceano o un lago. La priorità è garantire che gli utenti dell'area di cui sono responsabili non subiscano alcun danno. I bagnini spesso si assumono questa responsabilità al momento dell'assunzione, sebbene possano anche essere volontari.
Le condizioni che portano all'annegamento sono riassunte dalla "catena dell'annegamento" in cui ogni anello (ossia ogni condizione di mancanza di sicurezza o disattenzione) può portare direttamente a un incidente o contribuire a una successione di anelli. Consiste in una mancanza di educazione sulla sicurezza dell'acqua o sulle condizioni locali, una mancanza di consigli sulla sicurezza (ad esempio, sulle correnti di strappo su una spiaggia), una mancanza di protezione (come nessun dispositivo di galleggiamento per un nuotatore inesperto), mancanza di sicurezza e supervisione o incapacità di far fronte alle condizioni (ad esempio un surfista inesperto che affronta onde molto forti).
La catena dell'annegamento fornisce una base chiara per prevenire l'annegamento che include:
- educazione e informazione
- fornitura di avvertimenti
- negazione dell'accesso
- supervisione
- formazione nelle abilità di sopravvivenza

Il bagnino è in grado di fornire tutti questi elementi per aiutare a prevenire annegamenti (o altri incidenti) nella propria zona di responsabilità, e per questo motivo questo dovrebbe essere l'obiettivo primario delle attività di un bagnino, in quanto è meglio impedire che si verifichi un incidente anziché reagire una volta che si è verificato. Ciò significa che l'efficacia di un'unità di bagnini può essere misurata non dal numero o dalla rapidità dei soccorsi, o dall'abilità con cui vengono eseguiti, ma dall'assenza o dalla riduzione di annegamenti, incidenti e altre emergenze mediche. La prevenzione è un'abilità efficace che è di vitale importanza per un bagnino perché può aiutare a mantenere la sicurezza degli utenti.

## Formazione
Ogni bagnino deve sottoporsi a un corso di certificazione per poter lavorare. Alcune società di certificazione, come la Croce Rossa o Ellis and Associates, sono incaricate del processo di certificazione. Essa di solito dura 1-2 anni, ma può durare fino a 5. Le lezioni durano 25-30 ore e si tengono generalmente nell'arco di pochi giorni, con le ore al giorno che variano a seconda del numero di giorni necessari. Al termine del corso di certificazione, i bagnini devono sostenere un esame finale e riceveranno un certificato solo se lo superano. I bagnini sono quindi tenuti a seguire una formazione aggiuntiva per tutta la durata della loro certificazione a discrezione della struttura per cui lavorano.
La maggior parte delle abilità insegnate in vari corsi di certificazione per bagnini sono simili o uguali, ma alcune abilità possono variare leggermente in base alla società di certificazione. Inoltre, verranno insegnate diverse abilità in acqua a seconda della struttura che certifica il bagnino, ad esempio piscine con acque poco profonde, parchi acquatici, spiagge, ecc.
Alcune delle varie abilità fuori dall'acqua insegnate sono:
- Rianimazione cardiopolmonare (RCP): Una serie di compressioni toraciche e ventilazioni che tentano di far circolare sangue contenente ossigeno in tutto il corpo verso gli organi vitali nel tentativo di rianimare una persona[3]. Un bagnino che esegue la RCP su un adulto dovrebbe usare due mani sul petto, con l'anulare della mano inferiore allineato con il capezzolo[18]. Le compressioni toraciche dovrebbero consistere in trenta compressioni per 2 respiri di soccorso con una profondità di almeno 2 pollici ma non più di 2,4 pollici. Per un bambino le mani dovrebbero essere posizionate allo stesso modo di un adulto; tuttavia, le compressioni toraciche dovrebbero essere di circa due pollici[3]. La frequenza dovrebbe essere di 100-120 compressioni al minuto sia per il bambino che per l'adulto. Per un neonato, la posizione della mano dovrebbe essere di due dita al centro del torace, appena sotto la linea del capezzolo. La frequenza dovrebbe essere di 100-120 compressioni al minuto. Il rapporto tra le compressioni toraciche e la ventilazione cambia da 30:2 a 15:2 per un bambino e un neonato durante due RCP da parte del soccorritore.
- Utilizzare un defibrillatore automatico esterno (DAE): fornisce una scossa elettrica che tenta di ripristinare il normale ritmo cardiaco in una vittima[3]. Per l'utilizzo di un DAE, le informazioni necessarie sono conservate nel contenitore del DAE. Quando si utilizza un DAE, il bagnino deve assicurarsi che il dispositivo sia acceso. Il dispositivo dovrebbe includere un paio di forbici, un rasoio e tre elettrodi AED di dimensioni diverse. Gli elettrodi DAE devono essere posizionati sul lato superiore destro del torace e sul lato inferiore sinistro sotto l'ascella. Gli elettrodi pediatrici devono essere utilizzati solo su bambini e neonati. Il posizionamento degli elettrodi per un bambino è lo stesso di un adulto. Su un neonato il bagnino deve posizionare uno degli elettrodi al centro del torace tra i capezzoli, l'altro elettrodo dovrebbe essere posizionato sulla schiena tra le scapole[18].
- Pronto soccorso: Il bagnino in formazione dovrebbe sapere come proteggersi dagli agenti patogeni trasmessi per via ematica[19]. I bagnini dovrebbero proteggersi in ogni momento durante il primo soccorso. Quando si esegue il primo soccorso, il bagnino deve indossare guanti di lattice per proteggere le mani dal contatto con il sangue della vittima. Durante l'esecuzione della RCP, il bagnino deve utilizzare una maschera tascabile durante la rianimazione bocca a bocca[19].
- Somministrazione di ossigeno di emergenza: Fornisce ossigenoterapia di emergenza per le vittime con emergenze respiratorie e cardiache.
- Stabilizzazione in linea: Una tecnica utilizzata per sospette lesioni spinali sia dentro che fuori dall'acqua che utilizza le braccia per stabilizzare la testa e prevenire ulteriori movimenti che potrebbero peggiorare la lesione alla testa, al collo o alla colonna vertebrale.
- Soffocamento attivo e inconscio: Le misure di soffocamento attivo fanno uso di colpi alla schiena e spinte addominali per cercare di espellere l'oggetto che blocca le vie respiratorie della vittima; le misure di soffocamento inconscio sono simili alla RCP con qualche piccolo cambiamento. Per il soffocamento, le informazioni necessarie sono come aiutare neonato, bambino e adulto incosciente e cosciente. Per un bambino o un adulto cosciente il bagnino deve iniziare con cinque colpi alla schiena e cinque spinte addominali. Se in qualsiasi momento il bambino o l'adulto perde conoscenza, deve abbassare la vittima su una superficie piana e iniziare la RCP. Secondo l'American Red Cross Association, un bagnino dovrebbe "usare un dito per rimuovere un oggetto estraneo solo se l'oggetto viene visto". Per un bambino cosciente, il bagnino deve posizionarlo a faccia in giù lungo l'avambraccio contro la coscia. Deve dare cinque colpi alla schiena tra le scapole con il dorso delle mani. Poi deve spostare il bambino sull'altro braccio a faccia in su e dare cinque spinte al petto con due dita[20].
- Varie abilità di primo soccorso: Utilizzato per trattare varie lesioni e malattie improvvise che possono verificarsi.
- Questioni legali: i bagnini devono imparare come prendersi cura legalmente degli ospiti in difficoltà. Il processo di certificazione e ulteriori corsi di formazione istruiranno i bagnini sugli aspetti legali del lavoro: dovere di cura, standard di cura, negligenza, consenso, rifiuto di cure, abbandono, riservatezza e documentazione[8].
- Piani d'azione di emergenza: ogni struttura avrà un protocollo stabilito in caso di emergenza. I dettagli di questo protocollo sono decisi dalla struttura[17].

Alcune delle varie abilità in acqua insegnate sono:
- Soccorso attivo della vittima: Un salvataggio attivo della vittima è progettato per rimuovere rapidamente e calmare una vittima dall'acqua. A seconda che la vittima sia rivolta verso il bagnino o dall'altra parte, cambia il metodo di salvataggio.
- Soccorso frontale della vittima attiva: Un salvataggio comune, quando una vittima è di fronte al soccorritore, consiste nel raddrizzare le braccia e spingere la vittima a lato della piscina. Lo spazio lasciato dalle braccia tese tra il soccorritore e la vittima impedirà ad essa di attaccarsi al soccorritore. Quando il bagnino si avvicina da dietro a una vittima che sta annegando, un modo di salvataggio comune consiste nell'eseguire una manovra di "aggancio", in cui i soccorritori posizionano le braccia sotto le ascelle della vittima e iniziano l'estrazione[3].
- Soccorso vittima passiva: Salvataggio e rimozione di una vittima che è passiva (o non si muove) nell'acqua; Ci sono variazioni sia per acque poco profonde che per acque profonde.
- Soccorso spinale: Un salvataggio che presuppone che una vittima abbia una lesione alla testa, al collo o alla colonna vertebrale e utilizza misure più appropriate per garantire che nessun movimento non necessario crei ulteriori danni alla vittima. Ci sono variazioni sia per acque poco profonde che per acque profonde.

### Prerequisiti
La maggior parte delle società di certificazione dei bagnini richiede ai potenziali bagnini di dimostrare forti capacità di nuoto prima del processo di certificazione. Questi prerequisiti di solito includono ad esempio una nuotata di media distanza.

### Formazione continua
Molte strutture acquatiche sottoporranno i loro bagnini a una formazione aggiuntiva per la durata della loro certificazione. La natura e la frequenza di questi corsi di formazione aggiuntivi dipendono dalla struttura e dall'azienda di certificazione seguita dalla struttura stessa. Ad esempio, una struttura sulla spiaggia può praticare salvataggi e scenari di ricerca e salvataggio, in cui una struttura con piscina coperta i cui bagnini sono responsabili dell'intero edificio può praticare scenari che simulano le emergenze in diverse parti dell'edificio. Questi corsi di formazione in servizio hanno lo scopo di servire come pratica per mantenere e sviluppare le abilità insegnate durante il processo di certificazione. Esempi di questi corsi di formazione includono la revisione delle abilità di primo soccorso/RCP/AED e le esercitazioni sul piano d'azione per l'emergenza acquatica.
Inoltre, alcune società di certificazione al di fuori della struttura possono controllare o esaminare i bagnini durante le loro rotazioni. Queste visite hanno lo scopo di servire sia come test di preparazione che come esperienza di apprendimento e un'opportunità per migliorare le competenze. Le visite sono generalmente senza preavviso e possono includere riprese video di bagnini in servizio, valutazioni delle abilità che coinvolgono uno scenario inteso a modellare la vita reale e test di consapevolezza della vigilanza.
Anche i bagnini devono essere ri-certificati regolarmente, poiché le loro certificazioni scadono dopo un po' di tempo.

## Entrate in acqua
Esistono quattro tipi principali di ingresso in acqua:
- Slide-in: è la più lenta delle quattro. Questa tecnica viene utilizzata quando una vittima ha una sospetta lesione alla testa, al collo o alla colonna vertebrale.
- Stride jump: dovrebbe essere utilizzato solo in acque profonde cinque piedi (152,4 cm) o più e il bagnino non dovrebbe essere più lontano di tre piedi (91,44 cm) dal suolo.
- Salto compatto: può essere utilizzato dal bordo della piscina o dalla sedia del bagnino. La profondità della piscina dovrebbe essere di almeno cinque piedi (152,4 cm) se si salta da una posizione elevata.
- Run-and-swim: viene utilizzato in acque poco profonde che vanno da profondità zero ad almeno tre piedi (91,44 cm).

Queste voci vengono utilizzate in diversi scenari a seconda se la vittima è passiva o cosciente, se si trova in acque profonde o poco profonde e se ha una potenziale lesione alla testa, al collo o alla colonna vertebrale.

## Identificazione dei tipi di nuotatore in difficoltà

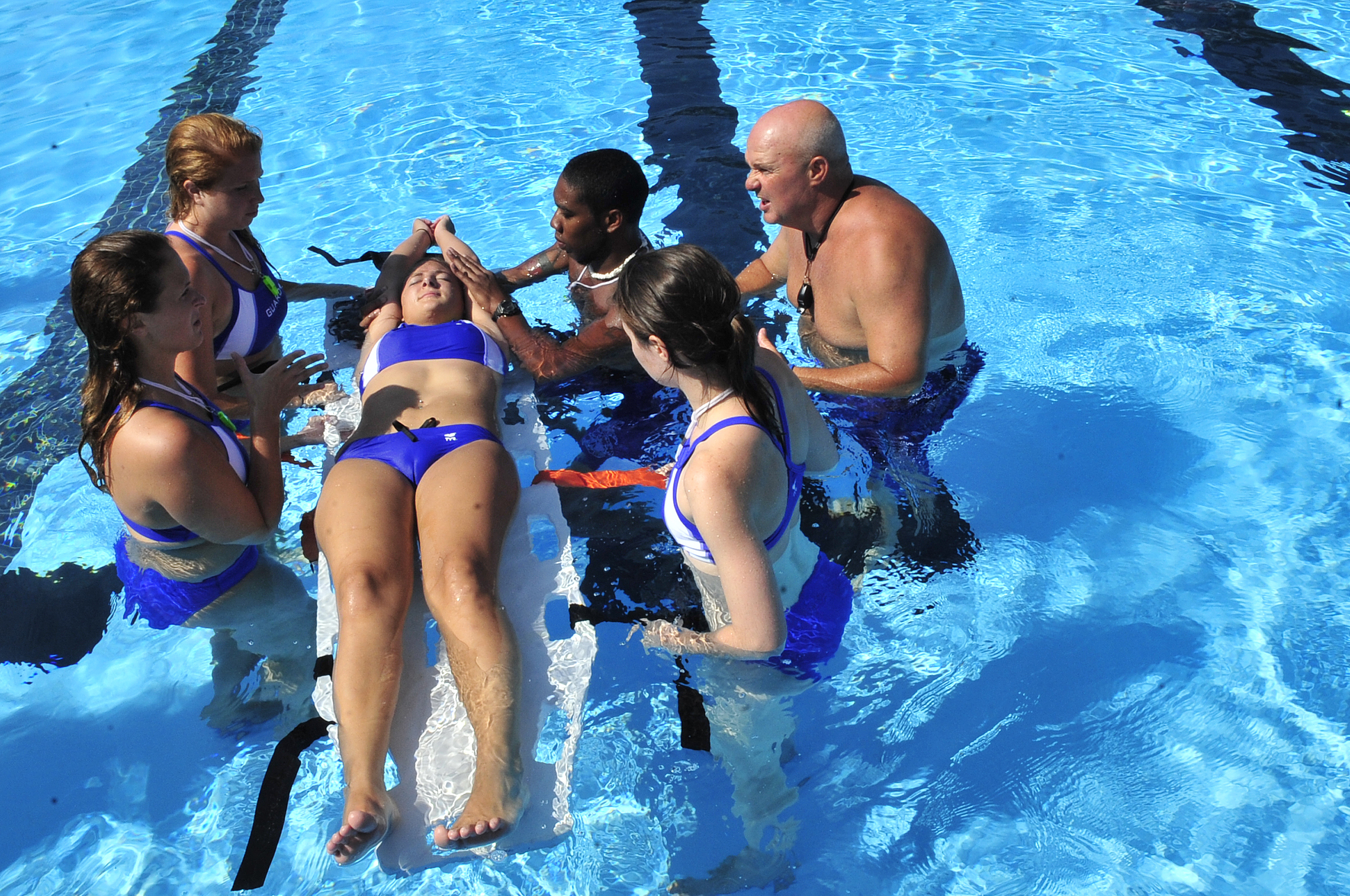
Il personale militare statunitense viene addestrato come bagnino

Durante l'esecuzione della sorveglianza degli utenti (di solito da una tribuna elevata o da una posizione eretta o seduta a livello dell'acqua), i bagnini osservano e riconoscono i nuotatori che lottano o stanno annegando e i nuotatori con condizioni mediche improvvise come ictus, infarto, asma, diabete o convulsioni. I bagnini cercano nuotatori in varie categorie e condizioni:
1. Le vittime di annegamento passivo sono inattive nell'acqua, sommerse o meno. Quando un bagnino vede questo tipo di nuotatore esegue un salvataggio di emergenza.
2. Le vittime di annegamento attivo stanno ingerendo acqua mentre tentano di rimanere in superficie. Segni comuni che i bagnini cercano per capire la situazione includono la ricerca di braccia che si muovono o si agitano lateralmente (nel tentativo di premere sull'acqua e fare leva sulla testa sopra la superficie dell'acqua), non necessariamente vittime agitate, con il corpo verticale, nessun calcio di supporto e nessun progresso in avanti. Questo comportamento è noto come "risposta istintiva all'annegamento"[24][25]. I bagnini eseguono un salvataggio di emergenza per assistere questo tipo di nuotatore poiché il loro comportamento deriva dall'essere incapaci di sforzi maggiori per sopravvivere alla situazione. In questi casi essi potrebbero essere a meno di 60 secondi dall'affondamento sott'acqua[26].
3. I nuotatori in difficoltà hanno difficoltà a nuotare, forse a causa della stanchezza, e possono o meno chiedere aiuto. I bagnini di solito nuotano sull'esterno e aiutano questi nuotatori a lato. Potrebbero richiedere o meno ulteriore assistenza.
4. I nuotatori normali (Healthy swimmers) sono coloro che non hanno bisogno di alcun supporto e possono nuotare da soli facendo bracciate intermedie (standard di nuoto).

## Località

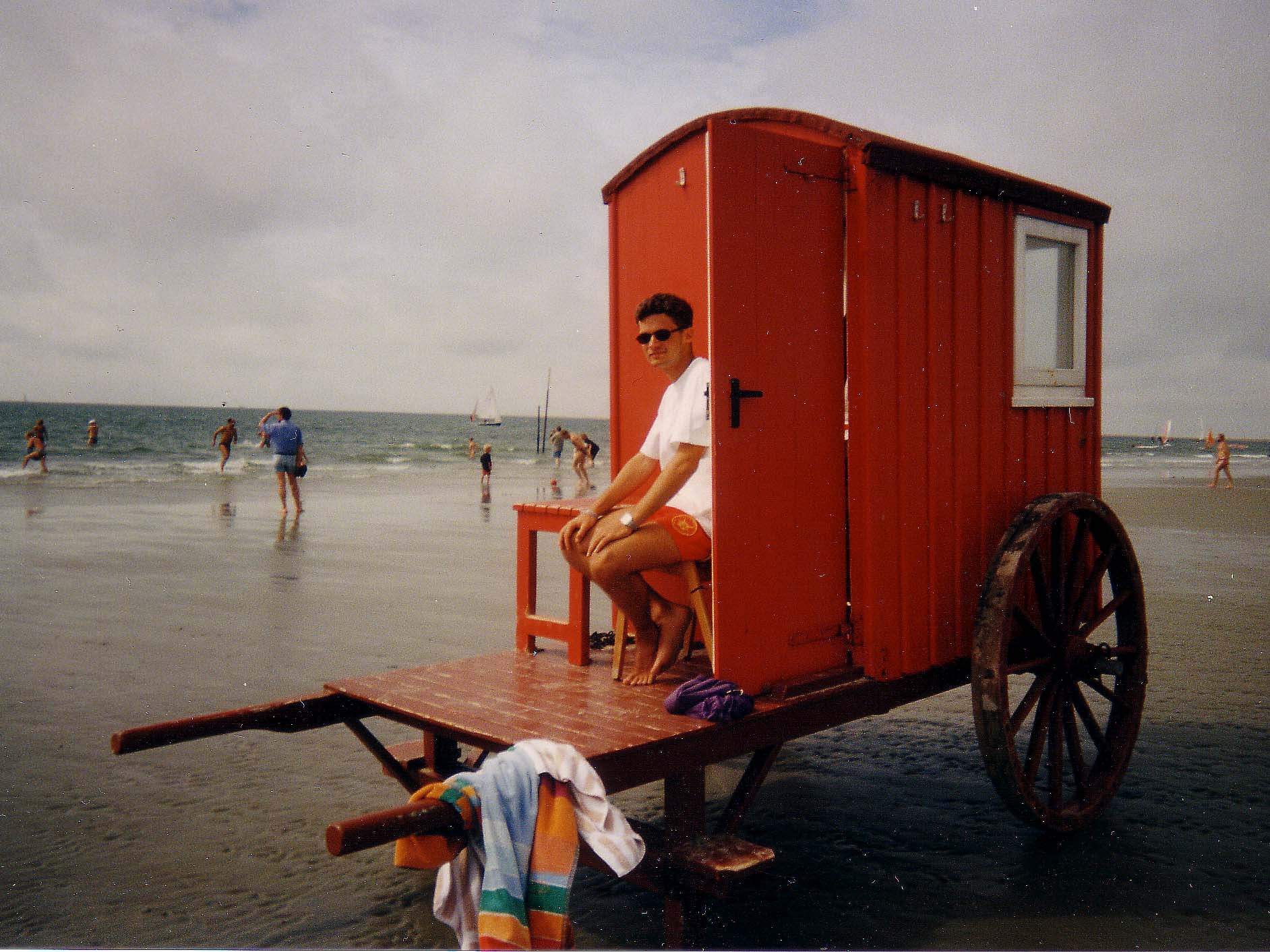
Bagnino in servizio, Borkum nel Mare del Nord

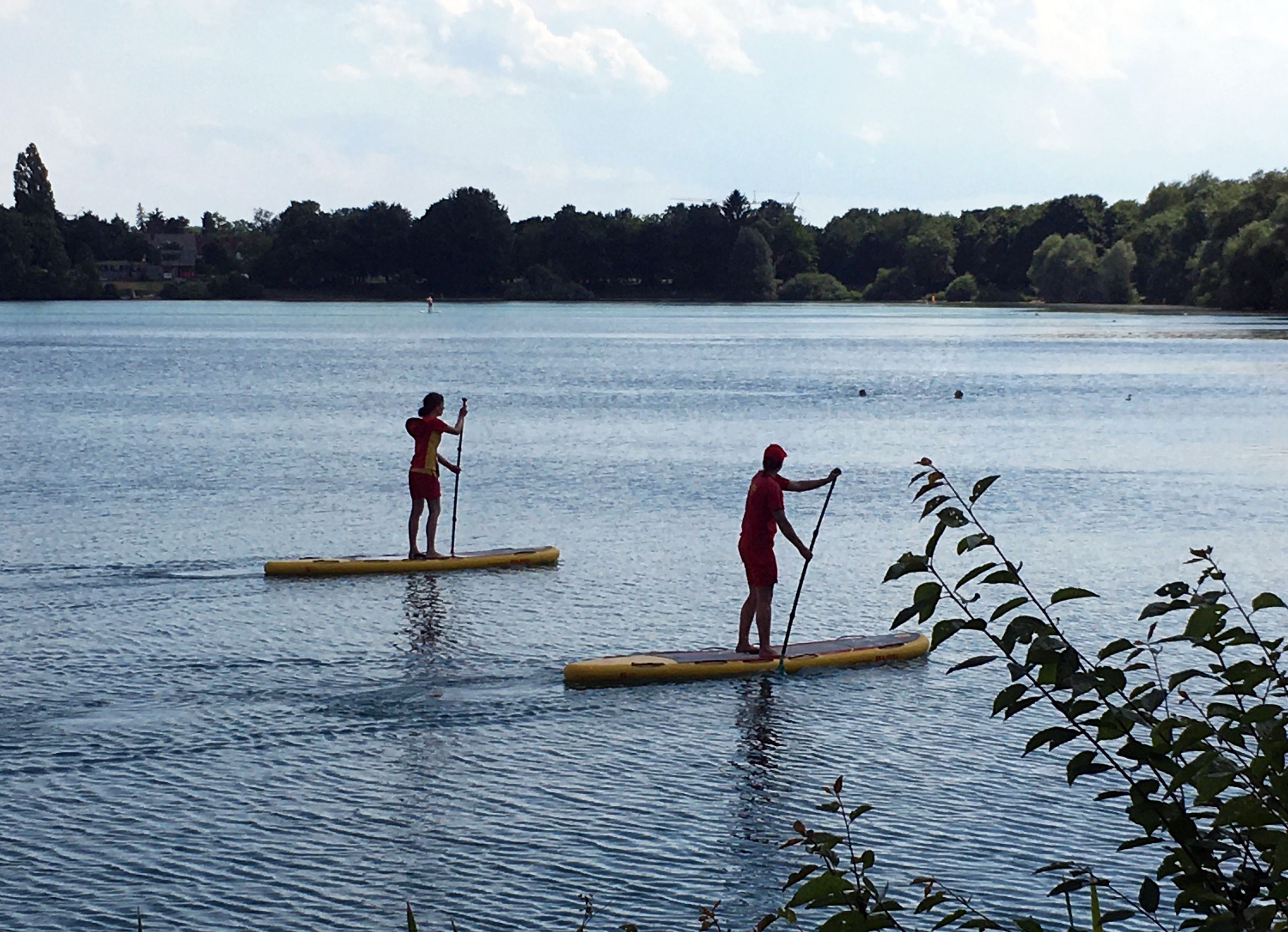
Due bagnini del DLRG tedesco pattugliano un'area balneare pubblica di un lago su stand-up paddle a Monaco di Baviera

I bagnini possono essere trovati a pattugliare in molti diversi tipi di acqua e ogni tipo ha le proprie caratteristiche, compiti e sfide. I luoghi in cui è possibile trovare i bagnini includono:
1. Spiaggia che si affaccia sull'oceano: I bagnini sono comunemente associati alle spiagge in riva al mare, e questo è spesso considerato l'ambiente più impegnativo per il bagnino a causa dell'influenza di fattori esterni come tempo, correnti, maree e onde. I bagnini devono essere in condizioni fisiche ottimali per adattarsi adeguatamente a queste condizioni. I bagnini sono spesso tenuti a completare una formazione aggiuntiva per poter servire le aree delle spiagge oceaniche.
2. Specchio d'acqua interno (Waterfront[27]): I bagnini possono anche prendersi cura di aree in acque libere come fiumi, o anche laghi o stagni dove i bagnanti possono riunirsi.
3. Piscina: La maggior parte delle grandi piscine, sia interne che esterne, deve essere pattugliata per legge dai bagnini.
  - Parco acquatico: Sebbene i parchi acquatici siano un tipo di piscina, possono essere considerati un tipo unico di struttura in quanto possono comportare funzionalità aggiuntive come scivoli d'acqua o generatori di onde o aree di gioco in piscina poco profonde
  - Laguna oceanica o pozza di marea: Queste aree chiuse utilizzano acqua di mare, ma come una piscina hanno un'area limitata e contenuta, ma hanno il potenziale per ulteriori pericoli rispetto a una piscina artificiale.
4. Mare aperto: In alcuni casi, le persone possono nuotare in mare aperto da una barca (come una nave da crociera) e in questo caso possono essere impiegati bagnini per la sicurezza.

## Posizionamento

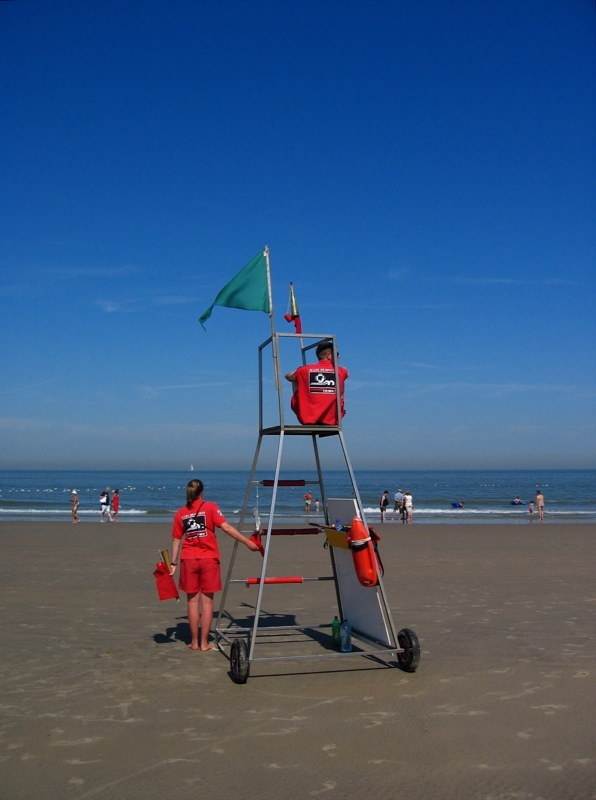
Bagnini belgi con seggiolone portatile per consentire una posizione di visione ottimale della zona di balneazione

I bagnini hanno il dovere primario di sorvegliare la propria area di responsabilità. Per raggiungere questo obiettivo il bagnino ha bisogno di una posizione ottimale per osservare il pubblico. Spesso ciò si ottiene meglio da una posizione elevata, che può essere una sedia, una piattaforma o il tetto di un veicolo. Ciò consente loro la massima visibilità sull'area sorvegliata e può facilitare la comunicazione tra loro e il loro team.
Alcune squadre di bagnini utilizzano piattaforme o sedie portatili che possono essere spostate nella posizione più opportuna. Questo può tenere conto di cambiamenti come un'attività specifica in corso, la direzione prevalente del vento o semplicemente consentire ai bagnini di avvicinarsi all'acqua se la marea si abbassa su una spiaggia.
La sedia o la torre possono anche fungere da deposito per il bagnino, che tiene nelle vicinanze importanti attrezzature di soccorso e comunicazione. Può anche fungere da punto riconoscibile per il pubblico per trovare l'assistenza del bagnino. Per questo motivo è spesso contrassegnato da una o più bandierine per consentire la localizzazione da parte del pubblico. Queste bandiere possono anche fornire informazioni ai bagnanti sulle attuali condizioni di balneazione.
Altre opzioni, a seconda della posizione, possono includere il pattugliamento a piedi del bordo dell'acqua, che consente una più stretta interazione con il pubblico, e l'opportunità di fornire rassicurazioni e consigli faccia a faccia, o la supervisione dall'interno o dall'acqua, che è più applicabile in acque libere (come il mare o anche un grande parco acquatico) dove i bagnini possono utilizzare barche o altre moto d'acqua per stare in acqua, il che ne estende il raggio d'azione e può consentire una risposta più rapida alle emergenze.

### Standard di protezione 10/20
Lo standard di protezione 10/20 è una tecnica insegnata ai bagnini in molti corsi, tra cui il National Pool Lifeguard Qualification del Regno Unito, The American Lifeguard Association e l'Ellis & Associates International Lifeguard Training Program (ILTP).

## Bandiere
Nella maggior parte dei paesi, i bagnini usano segnali di bandiera simili per segnalare ai bagnanti la loro presenza, aree specifiche e possibili pericoli: 
| Bandiera                      | Significato |
| ----------------------------- | --- |
|                               | Bagnino in servizio. Quando posizionato sulla riva: contrassegna l'area di balneazione. (A volte anche in diagonale o come bandiera rossa su gialla) |
|                               | Pericolo elevato. Nuoto scoraggiato/vietato (in alcuni paesi solo a due bandiere rosse).                                                             |
|                               | Rischio medio. Solo per nuotatori esperti. Procedere con cautela.                                                                                    |
|                               | Il nuoto è sicuro (di solito non ufficiale). |
|                               | Presenza di parassiti marini; principalmente per le meduse (non in tutti i paesi; nei casi pericolosi viene mostrata la bandiera rossa).             |
|                               | Zona natanti. Non balneabile. |
|                               | Vietato l'uso di moto d'acqua. |
|                               | Subacquei in acqua; a volte anche una bandiera rossa con una striscia diagonale bianca (vedi bandiera segna sub).                                    |
| Nessuna bandiera che sventola | Nessun bagnino in servizio |

In Israele dal 1970 ci sono altre bandiere in uso, facenti parte del servizio dell'Organizzazione nazionale israeliana dei soccorritori in mare:
| Bandiera | Significato                                                   |
| -------- | ------------------------------------------------------------- |
|          | Mare calmo: è consentita la balneazione e il nuoto            |
|          | Mare in tempesta: è consentito fare il bagno e nuotare        |
|          | Mare molto burrascoso: vietata la balneazione                 |
|          | Presenza di meduse in mare: vietata la balneazione e il nuoto |

## Italia

### Aspetti legali
Il bagnino di salvataggio è un esercente un servizio di pubblica necessità ai sensi dell'articolo 359 codice penale, non è un pubblico ufficiale, mancando i poteri autoritativi e certificativi inerenti a detta qualifica, né un incaricato di pubblico servizio, non operando per organismi pubblici.
Il bagnino di salvataggio è una professione che richiede particolare attenzione ed una ragguardevole preparazione tecnica.
Il bagnino di salvataggio vigila sull'incolumità dei bagnanti e ha compiti di soccorso verso chi si trova in situazione di pericolo in acqua. Risponde, infatti, in prima persona della loro sicurezza, sia sotto il punto di vista civile sia penale. Dovrà, inoltre, mantenersi costantemente aggiornato e sempre in allenamento.
Chi desidera diventare bagnino di salvataggio deve frequentare un corso al termine del quale il candidato deve sostenere un esame che, se superato, permetterà di ottenere un brevetto. Con questo brevetto il candidato potrà operare all'interno delle piscine e nei parchi acquatici. Per poter lavorare in mare occorre sostenere un ulteriore esame.

Brevetto di bagnino rilasciato dalla Società Nazionale di Salvamento.

In Italia sono tre gli enti che possono preparare i futuri bagnini: S.N.S. (Società Nazionale di Salvamento) di Genova, F.I.N. Salvamento (Federazione Italiana Nuoto, sezione Salvamento) e F.I.S.A. (Federazione Italiana Salvamento Acquatico).
Il termine "bagnino di salvataggio" viene usato solo ed esclusivamente per indicare i brevettati dalla Società Nazionale di Salvamento mentre il termine "assistente bagnanti" per i brevettati dalla FIN Salvamento. Entrambi i termini corrispondono alle stesse mansioni e agli stessi diritti/doveri. I rispettivi brevetti sono equipollenti in ambito nazionale italiano. Il candidato ritenuto idoneo deve poi presentare la domanda di partecipazione al corso, ricevute di pagamento delle quote, e una foto–tessera.
Nel 2019 in Italia si contavano 14.750 bagnini, di cui un sesto donne.

### Formazione
Per frequentare i corsi sono necessari determinati requisiti: età compresa tra i 16 e i 65 anni (dipende dalla didattica dell'ente), idoneità al nuoto, idoneità fisica (mediante un certificato rilasciato dal medico di famiglia).
Le competenze acquisite nel corso di formazione gli consentono di intervenire in modo adeguato per praticare le tecniche di primo soccorso, anche in caso di asfissia e arresto cardiaco (Basic Life Support).

#### Prove d'esame (le prove di esame variano in base alla società in cui viene conseguito il brevetto)

##### Salvataggio a nuoto
- 25 m rana subacquea (se la prova viene eseguita in piscina)
- sommozzare e ripescare un oggetto di 3–4 kg su fondali di 4-5 metri (se la prova viene effettuata in mare)
- 25 m stile libero
- 25 m rana
- 25 m dorso
- 25 m trasporto a "over", con le gambe che esercitano una "sforbiciata", un braccio che fa da timone e aiuta a guadagnare acqua e l'altro braccio che sostiene un immaginario pericolante
- 25 m stile libero testa alta, immersione e recupero pericolante sul fondo
- 25 m trasporto pericolante e recupero sul bordo vasca

Le prove devono essere sostenute in un tempo massimo di 8 minuti (le prove per il superamento del corso di assistente bagnino per la piscina hanno invece il tempo massimo di 5 minuti).
Primo soccorso e parte medica:
- avere nozioni di primo soccorso valutate da un medico (ufficiale sanitario)
- abilitazione a B.L.S. (basic life support in conformità agli standard della E.R.C. - European Resuscitation Council) e P.B.L.S. (pediatric basic life support).

Esistono anche dei corsi per la somministrazione dell'ossigeno e all'uso del defibrillatore semiautomatico, ciascuno di essi con esami a parte.

##### Salvataggio sul pattino
Dal sito salvamento.sv.it.

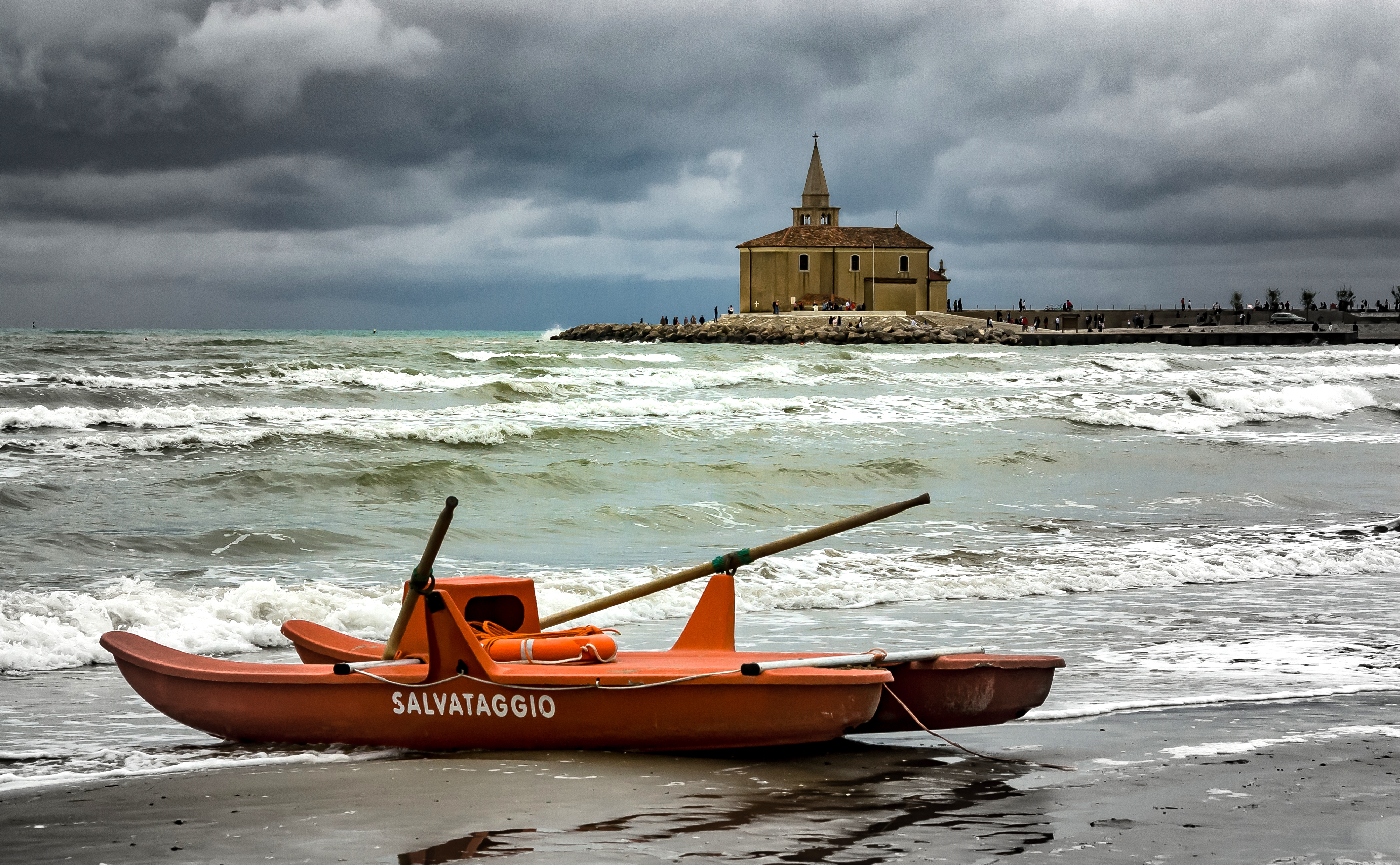
Pattìno di salvataggio a Caorle

- Spingere il pattìno in acqua e saltarci sopra, iniziando la voga verso il gavitello
- Voga a banco o scia verso il gavitello posto a 70-100 metri dalla banchina
- Inforcare la boa (avvicinamento da prua), agguantare e dimostrare di saper sollevare il gavitello
- Voga a banco o scia di ritorno verso la banchina.
- Rientrare posizionando i remi del pattino sugli scafi di prua e attraccare eseguendo un nodo a gassa d'amante all'estremità della cima legata alla barca e un nodo parlato attorno ad un palo dall'estremità opposta.

Durante la prova l'ufficiale della Capitaneria di porto può chiedere di effettuare una manovra a 360°. Nel caso il concorrente non sia in grado di eseguire le indicazioni sopra citate, la Capitaneria di porto si riserva il diritto di interrogare il concorrente su nodi marinareschi, meteorologia di base ed altri elementi di teoria.

#### Prove d'esame (Federazione Italiana Nuoto, sezione Salvamento)
La prova pratica segue le linee guida dell'ILS - International Life Saving, per questo il brevetto rilasciato dalla FIN è riconosciuto in tutti gli Stati facenti parte dell'ILS.

##### Esame teorico pratico
L'esame teorico pratico consiste in un colloquio con la commissione d'esame, oppure con la compilazione di un test a quiz. In seguito si procede all'esecuzione completa della sequenza BLS (Basic Life Support, rianimazione cardio-polmonare) con simulatore (manichino)

##### Salvataggio a nuoto
- 100 m stile libero → tempo max. 1'40"
- 25+25 m tuffo, avvicinamento nuotando con la testa fuori 25 m, immersione e recupero pericolante, trasporto 25 m → tempo max. 1'25"
- 25 m prova tecnica: dimostrare di saper effettuare tre prese di trasporto in successione (decise dalla commissione) e recupero dal piano vasca
- 25 m rana subacquea, senza "rompere" mai la superficie dell'acqua, recuperando tre oggetti sul fondo.

Il superamento di questa prova, unitamente alle prove teoriche e di simulazione del protocollo BLS sul manichino, consentono il conseguimento del brevetto P (Pool - piscina).

##### Prova in mare
La prova in mare è effettuata con l'ausilio dell'attrezzatura idonea, come il moscone di salvataggio o pattino. Consiste nel simulare un intervento raggiungendo un gavitello a circa 150 m da riva ed effettuare una doppia rotazione con l'imbarcazione intorno allo stesso senza mai toccarlo, ritorno e riposizionamento corretto del moscone (pattino).
Il superamento di questa prova, permette di estendere la validità del brevetto P, valido solo per le piscine, anche alle acque interne e alle spiagge marine. Il brevetto è denominato MIP (Mare, acque Interne, Piscina).

## Nel resto del mondo

### Australia
In Australia i bagnini si distinguono dai salvavita da surf (surf lifesaving). I bagnini sono dipendenti retribuiti che pattugliano spiagge, laghi e piscine/luoghi acquatici. I bagnini di spiaggia sono solitamente impiegati dalle autorità governative locali e pattugliano la spiaggia durante tutto l'anno. Surf Lifesavers è una grande organizzazione di volontariato che pattuglia le spiagge nei fine settimana e nei giorni festivi durante i mesi più caldi (di solito da metà settembre a fine aprile) e organizza anche allenamenti pubblici di bambini, i nippers, nonché gare, come i carnevali del surf o manifestazioni natatorie invernali.

### Belgio
Il Belgio ha una costa con una lunghezza di 68 chilometri (42 miglia). La costa è urbanizzata praticamente per tutta la sua lunghezza ed è visitata ogni anno da migliaia di turisti. Nel 1982 è stato istituito un servizio di bagnini per ridurre al minimo le morti per annegamento sulla costa belga. Poiché il Mare del Nord confina solo con le Fiandre, in particolare con la provincia delle Fiandre Occidentali, la formazione dei bagnini è organizzata da quella provincia. I bagnini in spiaggia in Belgio sono formati dal WOBRA e sono per lo più studenti che lavorano per un mese durante le vacanze estive (luglio e agosto). Alcuni comuni impiegano anche bagnini a giugno e settembre. Per ottenere uniformità, tutti i comuni della costa belga hanno aderito all'IKWV. Questa è l'organizzazione di coordinamento per tutti i comuni per il servizio di bagnini.

### Brasile
In Brasile, i servizi antincendio, l'assistenza agli incidenti e il salvataggio di persone che annegano su spiagge, fiumi e laghi sono gestiti dai vigili del fuoco di ogni stato. Il salvataggio di persone che stanno annegando in luoghi privati è responsabilità del proprietario del luogo. Come le forze dell'ordine militari, preposte al controllo ostensivo, anche i membri dei vigili del fuoco sono considerati militari, compresi i bagnini. La polizia militare statale e i vigili del fuoco statali sono istituzioni ausiliarie e riserve dell'esercito brasiliano. Considerando insufficiente il servizio fornito dai vigili del fuoco, alcune città brasiliane hanno i propri servizi di bagnini, ma la maggior parte dei bagnini brasiliani sono membri dei vigili del fuoco.

### Canada
In Canada, tutti i bagnini e gli assistenti bagnini sono certificati dalla Lifesaving Society of Canada o dalla Croce Rossa canadese. La certificazione di bagnino offerta dalla LSS è il programma National Lifeguard, lanciato ufficialmente nel 1964. Esistono quattro tipi di certificazione di bagnino: piscina, parco acquatico, lungomare e surf.
Nel novembre 2009, il programma Canadian Red Cross Lifeguard è stato sviluppato in conformità con gli standard internazionali di ricerca e qualità. Tale programma è accettato in molte province del paese.

### Danimarca
In Danimarca i servizi di salvataggio sono divisi in due gruppi principali. I bagnini di spiaggia, che vengono istituiti su base volontaria dagli amministratori di spiaggia (nella maggior parte dei casi il comune). Esistono tre principali fornitori di servizi di bagnini, uno fortemente sponsorizzato: TrygFonden Kystlivredning, che è sostenuto da TrygFonden (Fondazione danese) mentre Den Nordsjællandske Kystlivredningstjeneste è sponsorizzato dai consigli della Zealand Northshore. A Copenaghen c'è il servizio bagnini Team Bade, gestito dal Comune di Copenaghen. Tutte le piscine pubbliche (sia commerciali che governative) sono tenuti a "fornire un ambiente sicuro e protetto" e quindi i bagnini. A differenza dei bagnini in spiaggia, questi devono superare un test approvato dal governo, nonché un esame fisico annuale e un test di primo soccorso.

### Germania
In Germania esistono tre grandi organizzazioni che addestrano le persone al nuoto, al salvataggio e che mantengono servizi di bagnini nelle spiagge pubbliche, nei laghi, ecc. Tutte e tre si basano principalmente sul lavoro di volontariato. La DLRG (Deutsche Lebens-Rettungs-Gesellschaft – German Life Saving Society) è la più grande organizzazione al mondo di bagnini acquatici con oltre 1.000.000 di membri e promotori. Il Wasserwacht (orologio d'acqua) è una divisione della Croce Rossa tedesca. Il terzo è il Wasserrettungsdienst dell'Arbeiter-Samariter-Bund Deutschland. Anche i Vigili del fuoco mantengono i servizi di salvataggio presso fiumi, coste e laghi.

### India
In India la costa più lunga presidiata dai bagnini è la costa di 105 km di Goa. Drishti Marine detiene contratti governativi con un corpo di 710 bagnini professionalmente addestrati in tutta Goa e Mumbai. Hanno registrato oltre 5000 salvataggi dall'inizio delle operazioni nel 2008. I bagnini sono addestrati dalla Special Rescue Training Academy (SRTA) e arruolati come prima risposta del governo per i servizi di emergenza come il soccorso in caso di inondazioni. I bagnini di Goa sono anche addestrati al salvataggio di mammiferi marini bloccati nell'ambito di Ocean Watch, uno sforzo collaborativo tra Drishti Marine, Terra Conscious, Goa Forest Department e IUCN India. Conducono interventi regolari per tartarughe e delfini catturati nelle reti fantasma.
Nell'ottobre 2018 i bagnini Drishti sono stati partner per la sicurezza idrica per il primo Ironman indiano tenutosi a Miramar Goa.

### Iran
In Iran, l'organizzazione salvavita è "l'organizzazione salvavita iraniana". Ha un'area approssimativamente uguale a quella di Regno Unito, Francia, Spagna e Germania messe insieme, o un po' più dello stato americano dell'Alaska. L'Iran ha una costa fino al Mar Caspio a nord, e il Golfo Persico e il Golfo di Oman a sud.

### Irlanda
In Irlanda, l'organismo statutario istituito per promuovere la sicurezza idrica è "Irish Water Safety" che forma e premia i bagnini con il National Pool Lifeguard Award, il National Beach Lifeguard Award e l'Inland Open Water Lifeguard Award.
Inoltre in Irlanda la Royal Lifesaving Society (RLSS), attraverso valutatori/club di formatori indipendenti, forma e qualifica i bagnini con la National Pool Lifeguard Qualification (NPLQ) e la National Beach Lifeguard Qualification (NBLQ).

### Nuova Zelanda
In Nuova Zelanda il termine bagnino si riferisce generalmente ai bagnini della piscina, ma può essere usato in modo intercambiabile con salvavita. Si tratta di professionisti retribuiti qualificati impiegati dalla direzione della piscina per sorvegliare gli utenti della piscina. Surf Life Saving New Zealand (SLSNZ) è responsabile dell'addestramento e del mantenimento del Surf Lifesaving costiero in Nuova Zelanda. Un Surf Lifesavers pattuglia varie spiagge del Paese. I salvavita (lifesavers) pattugliano le spiagge portando il loro medaglione di bronzo che li qualifica come bagnini volontari nei fine settimana durante i mesi estivi dal Labor Day a Pasqua. I bagnini pagati pattugliano le spiagge durante la settimana durante i mesi estivi più affollati. Passano anche sotto il controllo di SLSNZ.

### Paesi Bassi
La KNBRD o Reddingsbrigade è l'associazione olandese dei bagnini. I Paesi Bassi hanno più di 200 unità sulle spiagge olandesi e oltre 5000 volontari attivi. I bagnini mettono in sicurezza la costa olandese e anche molte città che hanno molte acque balneabili, come i laghi. Offrono anche formazione. Il KNBRD indossa lo stile di abbigliamento internazionale che è giallo/rosso. Il KNBRD collabora con il KNRM (Royal Dutch Rescue Society, il fornitore di primo soccorso in acqua, in mare e in ampie acque interne). Inoltre, molte squadre di soccorso locali dispongono di una o più unità di emergenza che possono essere chiamate in caso di gravi inondazioni in qualsiasi parte del paese.

### Portogallo
In Portogallo, il servizio di bagnini è coordinato dal Portuguese Lifeguard Institute (ISN). Sotto la tutela tecnica dell'ISN, diverse organizzazioni forniscono servizi di bagnini nelle spiagge marittime e fluviali portoghesi. I soggetti che hanno una concessione per l'esplorazione di una spiaggia sono obbligati a contrattare un servizio di bagnino da fornire nella rispettiva area di concessione. Nel caso di spiagge non in concessione, la contrattazione e l'erogazione del servizio di bagnino è di norma a cura dei comuni locali. L'ISN è responsabile della definizione degli standard per la formazione, l'equipaggiamento e le uniformi dei bagnini.

### Singapore
A Singapore l'organizzazione salvavita è la Singapore Lifesaving Society (SLSS), che è responsabile dell'amministrazione dei premi salvavita. I bagnini devono guadagnare i premi Lifesaving 1, 2 e 3 prima di poter passare al Bronze Medallion, che è il requisito minimo per l'occupazione nella maggior parte delle piscine di Singapore.

### Spagna
In Spagna ci sono molte organizzazioni che insegnano e formano le persone al salvataggio. L'International Lifeguard Society e la Royal Spanish Rescue and Lifesaving Federation sono un paio di importanti organizzazioni.

### Svizzera
In Svizzera l'organizzazione di salvataggio è la Swiss Lifesaving Society.

### Sudafrica
I bagnini in Sudafrica sono certificati da Lifesaving South Africa, un organismo di regolamentazione. Tutti i tirocinanti del Lifesaving Award (LA) sono accuratamente addestrati nel salvataggio del surf con l'addestramento in piscina e in acque libere incorporato nel corso LA. Una volta all'anno, Lifesaving SA organizza un nuovo test annuale per tutti i bagnini certificati di Los Angeles. Se questo nuovo test non viene completato o fallisce per tre anni consecutivi, la certificazione LA decade. In caso di decadenza della certificazione LA il bagnino dovrà rifare il percorso LA nella sua interezza.
Le spiagge in Sudafrica sono appaltate a società indipendenti o private. Queste società presentano gare, su base annuale, ai comuni/governo locali. I bagnini che non sono assunti a tempo indeterminato da un'azienda spesso trovano lavoro durante i periodi di vacanza come bagnini temporanei sulle spiagge principali. Spesso gli studenti in possesso della certificazione LA lavoreranno giorno per giorno durante i periodi di maggiore affluenza.
Molte spiagge principali come le spiagge di Scottburgh e St Michaels hanno club di bagnini volontari. Questi club reclutano nuovi membri nella nicchia del bagnino tramite i loro programmi Nipper e Junior Lifesaving Award. Un modo conveniente per ottenere la certificazione LA sarebbe iscriversi a un club e seguire il corso, a una tariffa ridotta, attraverso quel club.

### Taiwan
A Taiwan ci sono tre principali organizzazioni salvavita che forniscono licenze e formazione per bagnini, una si chiama National Water Life Saving Association Republic of China (NWLSAROC), un'altra si chiama The Red Cross Society of the Republic of China e National Chinese Surf LIfe Saving Association (NCSLSA). NWLSA è stato lanciato per la prima volta nel 1970 e aiutato dagli australiani Surf Life Savers. La Red Cross Society è stata fondata intorno al 1949. NWLSA è entrata a far parte della International Life Saving Federation nel 1994.

### Regno Unito

#### Bagnini in piscina
Nel Regno Unito, ci sono tre organismi di certificazione per le qualifiche di bagnino, Highfield Awarding Body for Compliance (HABC), Swimming Teachers Association e Royal Life Saving Society UK (RLSS). Le qualifiche delle organizzazioni sono la qualifica STA Level 2 per Pool Lifeguard/STA Professional Award for Pool Lifeguard (titolo in Scozia), la qualifica HABC Level 2 in Pool lifeguarding (QCF) e la National Pool Lifeguard Qualification. La National Pool Lifeguard Qualification è amministrata dall'Institute of Qualified Lifeguards (IQL) per conto dell'RLSS.
Tutte e tre le qualifiche sono riconosciute professionalmente nel Regno Unito e consentono al titolare di lavorare come bagnino professionale in piscina soddisfacendo tutte le normative Health and Safety Executive (HSE). Per le sessioni di Nuoto Pubblico una qualifica completa di bagnino è raccomandata dall'HSE nel manuale Gestione della salute e della sicurezza nelle piscine.
Un corso completo Pool Lifeguard dura un minimo di 36 ore e termina con esaminatori esterni che testano gli individui sia a terra che in acqua e include un documento d'esame. Il titolo è valido per due anni dalla data di valutazione. In questi due anni è necessario registrare un minimo di 20 ore di formazione affinché l'individuo sia idoneo a presentare un esame di rinnovo. Il datore di lavoro del bagnino dovrebbe fornire una formazione mensile sulle abilità del bagnino stesso e sulla rianimazione per aiutarlo a rispettare le linee guida HSE.
Nel 2012 non sono stati segnalati annegamenti nelle piscine del Regno Unito dove era presente un bagnino.

#### Bagnini in spiaggia
I tre schemi alternativi per qualificare bagnini da spiaggia nel Regno Unito sono gestiti dalla Royal Life Saving Society UK, che offre la 'National Vocational Beach Lifeguard Qualification' (NVBLQ), Surf Life Saving Wales e Surf Life Saving Great Britain (in associazione con il Royal National Lifeboat Institution) che offrono la "National Rescue Standards Beach Lifeguard Qualification" (NaRS BL).
Entrambe le organizzazioni offrono anche una serie di "moduli specialistici" che possono essere aggiunti alla qualifica di base, come Operatore Radio VHF; Rescue Water Craft RWC, Rescue Surf Skills, Rescue (paddle) Board, Rescue Boat (Crew), Rescue Boat (Driver), AED e CPR Oxygen Administration.
L'RNLI è il più grande operatore di unità di bagnini nel Regno Unito, pattugliando oltre 230 spiagge operative lungo la costa dell'Inghilterra e del Galles, aiutando circa 7.000 persone ogni anno.

#### Bagnini in canoa
La British Canoe Union dispone di unità di bagnini in canoa nel Regno Unito gestite dai BCU Lifeguards. Si tratta di unità speciali che operano in Kayak e Canoe in zone dove le barche a motore avrebbero problemi.

#### Bagnini interni
Siti di acque interne come laghi, fiumi ed estuari, in genere dove c'è un'esigenza specifica, come competizioni sportive o eventi pubblici. Ci sono alcuni esempi di organizzazioni che forniscono tali servizi; alcuni operano su base volontaria come Colwick Park Lifeguards, facendo molto affidamento sui servizi di volontari. Esistono anche entità commerciali che forniscono servizi simili, che vanno dal personale del porto turistico ai fornitori di barche da lavoro. Tipicamente nel Regno Unito gruppi di volontari di questo tipo sono locali in quel particolare specchio d'acqua o forniscono un servizio in tutto il paese. Di recente, la Royal Life Saving Society ha offerto una qualifica di Open Water Lifeguard specializzata in acque calme e non di marea. Questo funge da qualifica completamente separata o può essere svolto come modulo aggiuntivo nelle qualifiche National Pool Lifeguard (NPLQ).

#### Irlanda del Nord
In Irlanda del Nord, la Royal Life Saving Society (RLSS IRELAND) fornisce anche corsi di salvataggio e bagnini sia per la National Pool Lifeguard Qualification (NPLQ) che per la National Beach Lifeguard Qualification.

### Stati Uniti
Negli Stati Uniti ci sono diverse organizzazioni riconosciute a livello nazionale che certificano i bagnini. Esistono il programma American Red Cross Lifeguarding, Jeff Ellis and Associates, YMCA, il programma Starguard dello Starfish Aquatics Institute, NASCO e i Boy Scouts of America. Lo standard nell'addestramento al surf in acque libere è la United States Lifesaving Association.
La Croce Rossa americana, USLA ed Ellis and Associates stabiliscono standard universalmente adottati per l'addestramento dei bagnini.
La prima pattuglia sulla spiaggia negli Stati Uniti fu fondata nel 1891 ad Atlantic City, nel New Jersey. L'Atlantic City Beach Patrol è la più antica pattuglia sulla spiaggia attiva negli Stati Uniti.
Nel 2009, 117 persone sono annegate sulle spiagge della nazione; 21 sono annegate dove erano in servizio i bagnini. Sono stati segnalati 82.969 salvataggi da 114 agenzie di segnalazione.

## Consenso
In caso di emergenza attiva, i bagnini sono tenuti ad agire e a chiedere il permesso di prestare assistenza in qualsiasi situazione. Le persone malate o infortunate possono concedere il proprio consenso informato alle cure. Qualcuno che non risponde, è confuso o gravemente ferito o malato (come in un annegamento non fatale) potrebbe non essere in grado di concedere il consenso. In questi casi, la legge presuppone che la vittima, se possibile, dia il proprio consenso. Questo si chiama consenso implicito e si applica anche a una vittima minorenne il cui genitore o tutore non è presente.

## Filmografia
- Baywatch
- Baywatch in Australia

## Galleria d'immagini

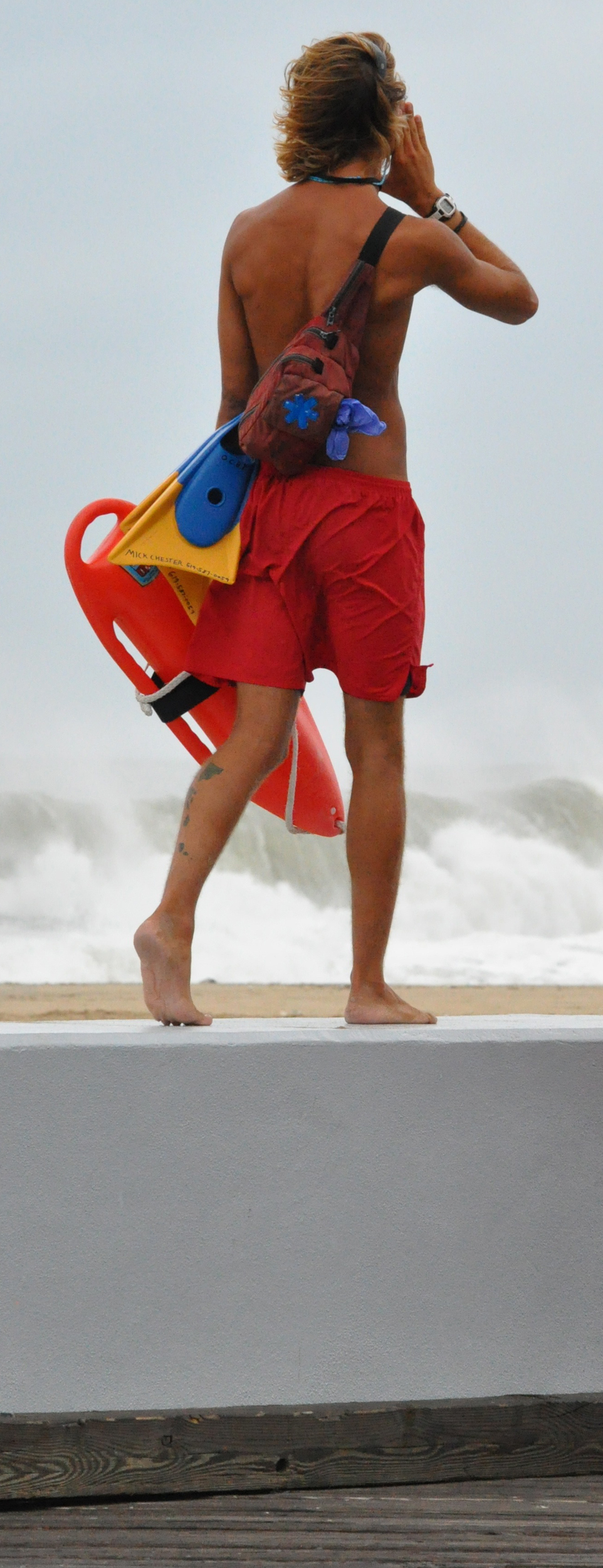
Un bagnino (Stati Uniti) di pattuglia durante l'uragano Earl, il primo grande uragano a minacciare il New England nel 1991
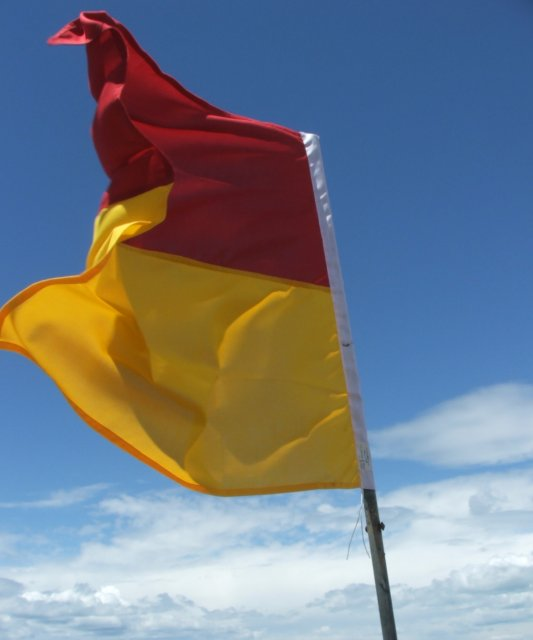
Bandiera rossa e gialla che indica una zona balneare sorvegliata da bagnini
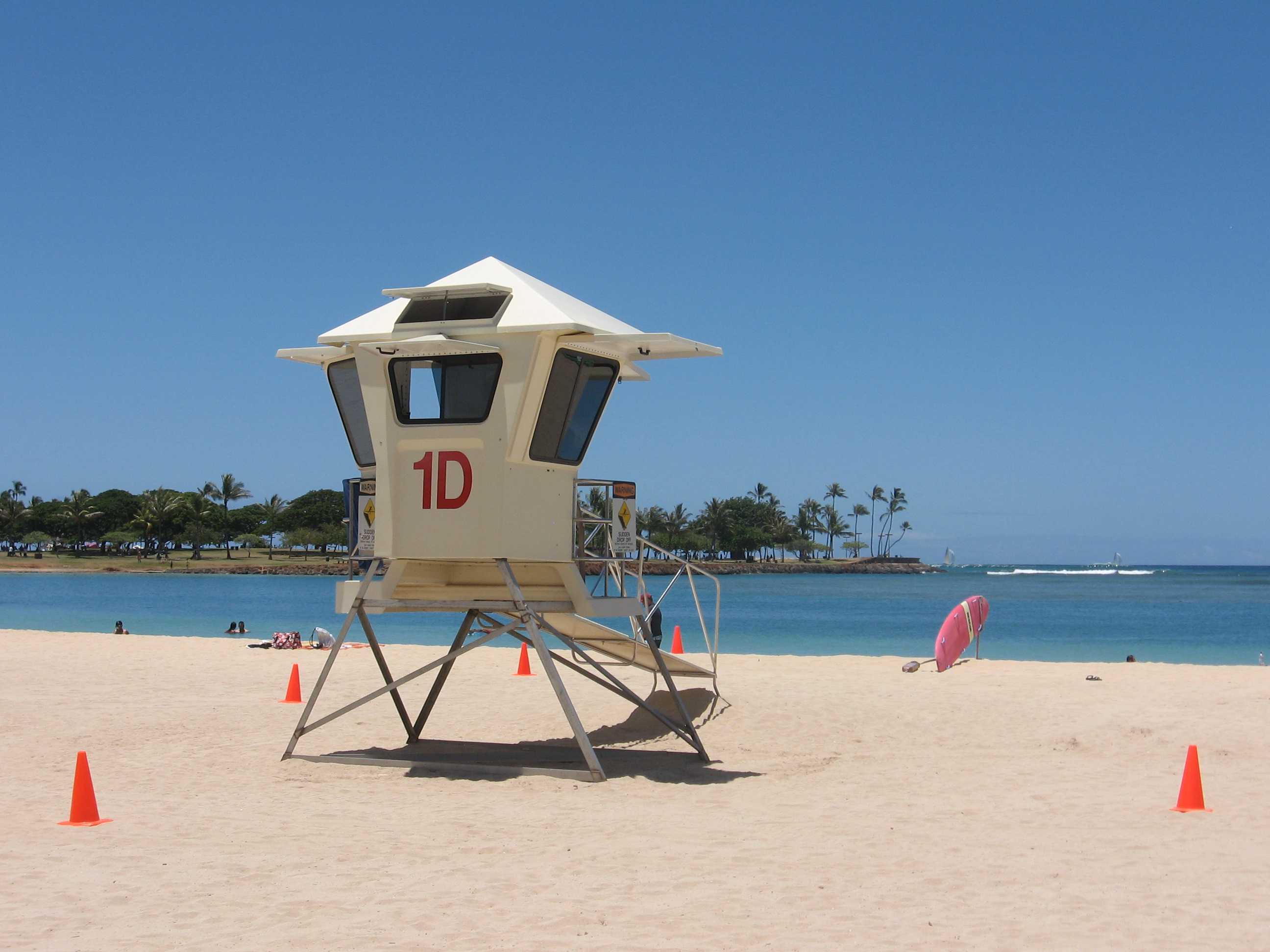
Una postazione per bagnini a Ala Moana Beach, Honolulu, Hawaii
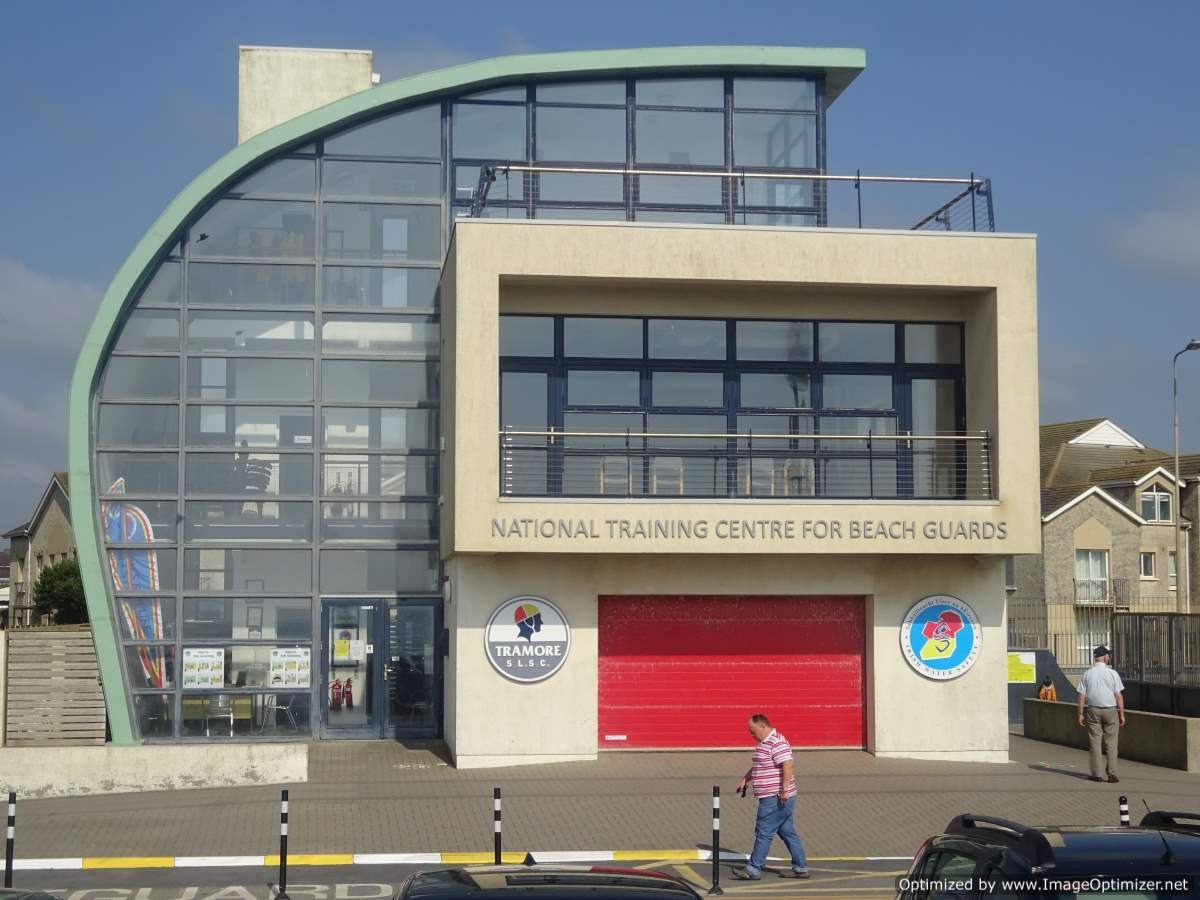
Centro Nazionale di Addestramento per Guardie da Spiaggia, Tramore, Irlanda
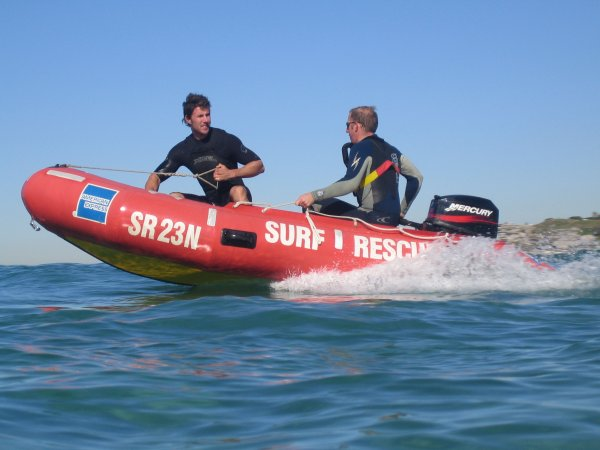
Barca di salvataggio gonfiabile
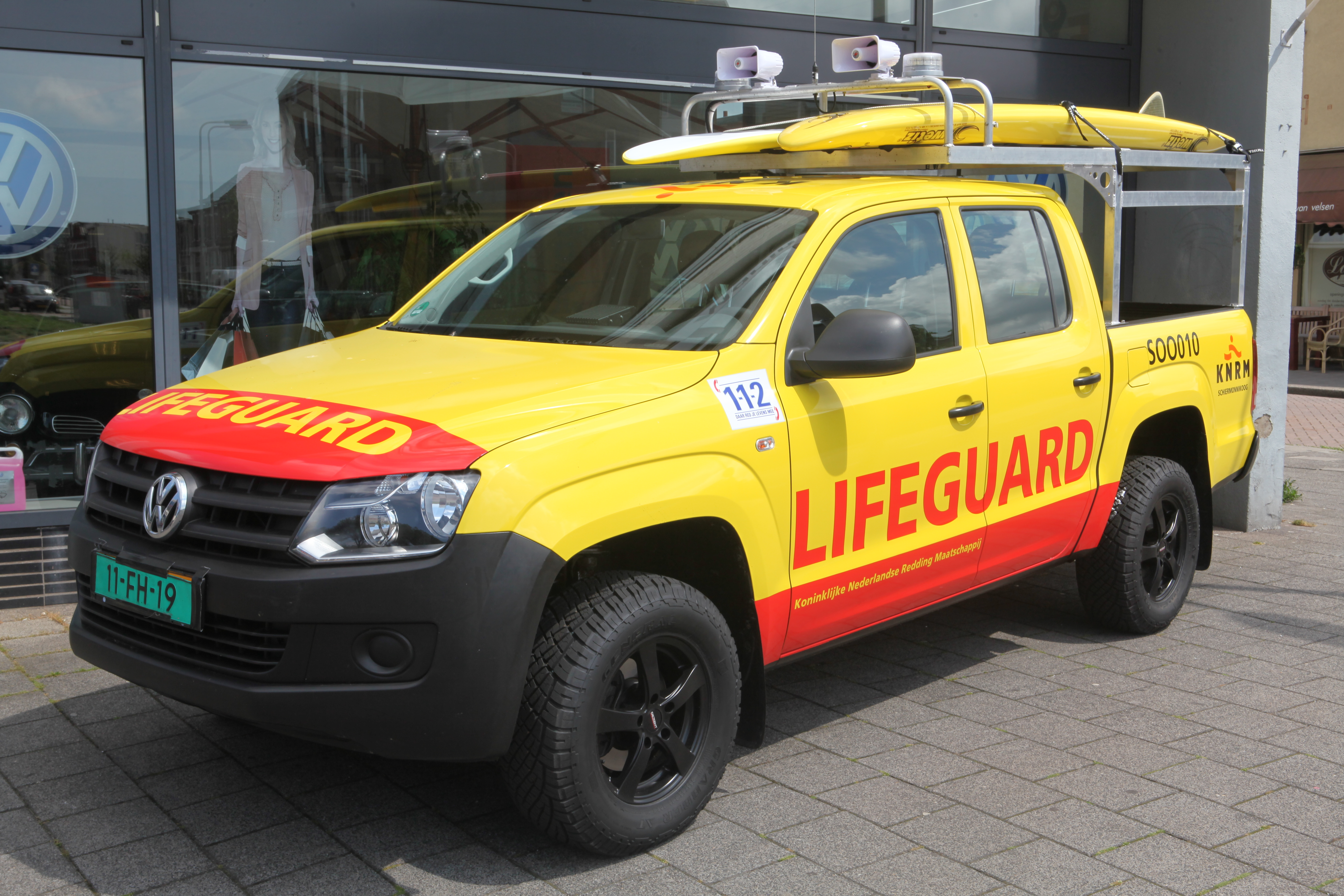
Pick-up per bagnini di tipo Volkswagen Amarok
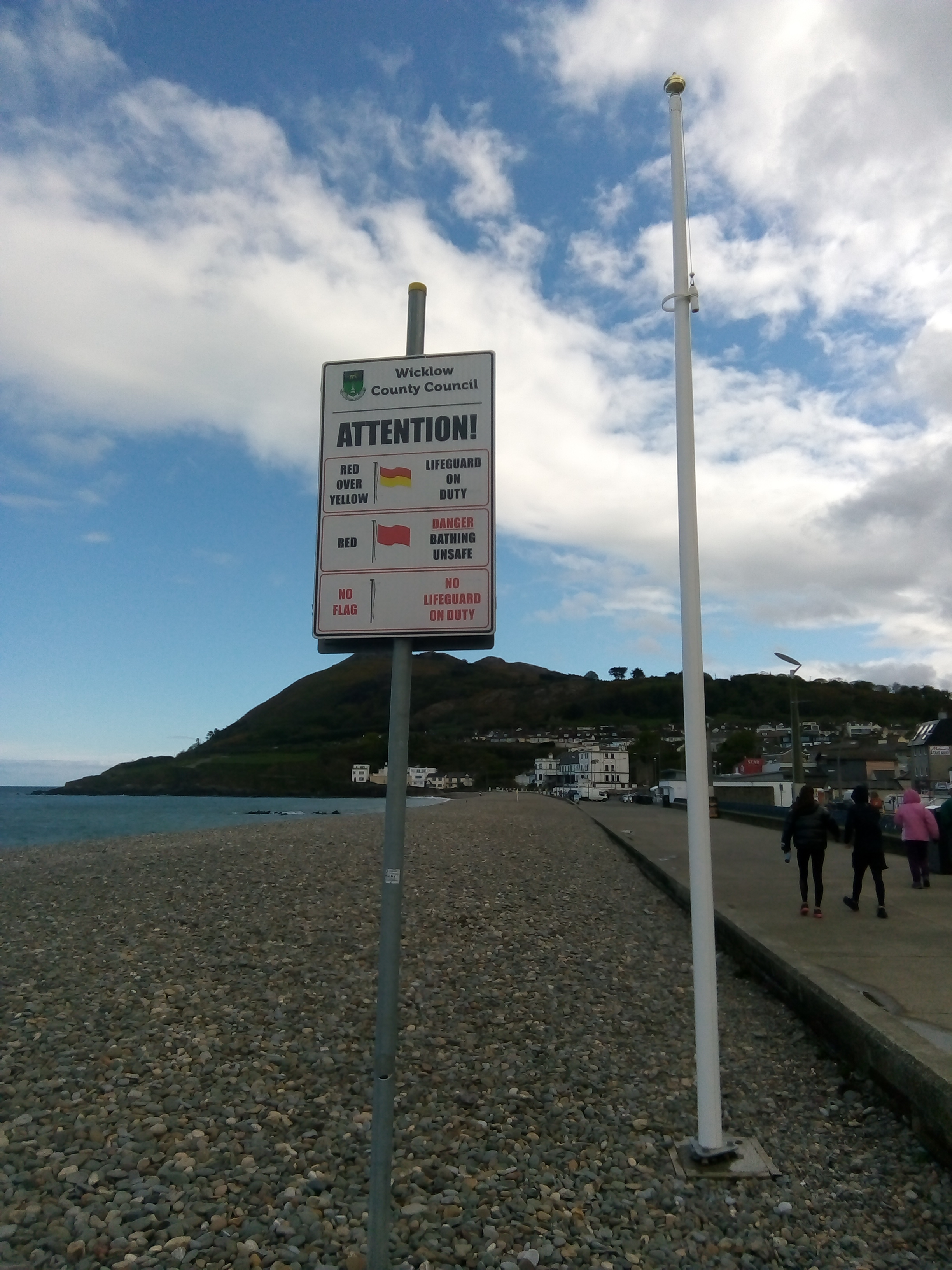
Cartello di spiegazione delle bandiere di avviso dei bagnini a Bray, Irlanda
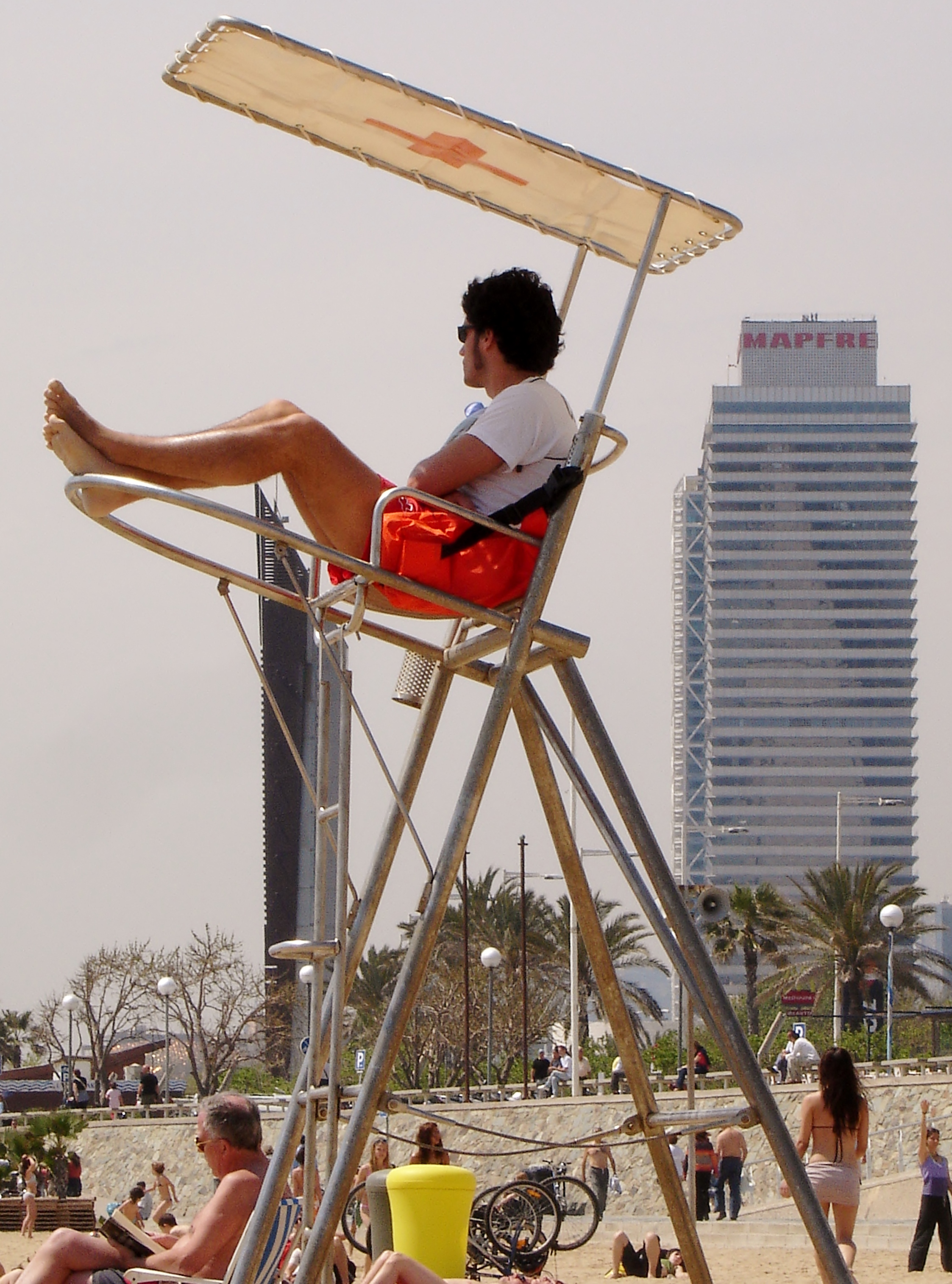
Bagnino a Barcellona